# Bauchi
Bauchi je glavni grad istoimene nigerijske savezne države. Nalazi se 300 km sjeveroistočno od Abuje. Leži na željezničkoj pruzi Port Harcourt - Maiduguri.
Grad je, kao i veći dio sjeverne Nigerije, u srpnju 2009. bio poprištem sukoba između policije i islamističke militantne skupine Boko Haram. Procjenjuje se da je u nemirima u Bauchiju i okolnim gradovima poginulo najmanje 200 osoba. U državi Bauchi je od 2001. na snazi šerijatsko pravo.
U gradu je pokopan Abubakar Tafawa Balewa, prvi premijer neovisne Nigerije i jedan od osnivača Organizacije afričkog jedinstva, ubijen u puču 1966. godine.
Prema popisu iz 1991., Bauchi ima 206.537, a prema procjeni iz 2010. 294.395 stanovnika.